# Beauvais-sur-Matha
Beauvais-sur-Matha é uma comuna francesa localizada no departamento de Charente-Maritime na região de Nova Aquitânia, no sudoeste da França.